# Кеалоха, Майя
Ма́йя Кеало́ха (англ. Maia Kealoha; род. 14 декабря 2016, Каилуа-Кона, Гавайи, Гавайи, США) — американская актриса, наиболее известная по роли Лило Пелекаи в фильме «Лило и Стич» (2025).

## Ранние годы
Кеалоха родилась 14 декабря 2016 года в Каилуа-Кона, штат Гавайи, в семье Палани и Бриттни Кеалоха. У неё есть младший брат Майка. С раннего возраста Майя проявила интерес к сценическому искусству. В два года она начала заниматься традиционными таитянскими танцами, а в 2022 году, в возрасте пяти лет, завоевала титул Mini Miss Kona Coffee на ежегодном местном конкурсе, который проходит в рамках Kona Coffee Cultural Festival — фестиваля, посвящённого гавайской культуре и кофе. Конкурс, проходящий в районе Каилуа-Кона, развивает уверенность, ораторские навыки и творческое самовыражение юных участниц.

## Карьера
Кеалоха начала свою актёрскую карьеру в пять лет, когда её мать, Бриттни, узнала о кастинге для киноадаптации мультфильма Disney «Лило и Стич». Хотя она была младше требуемого возраста, её энергия и талант побудили семью подать заявку. После нескольких этапов прослушиваний в марте 2023 года Disney объявил, что Кеалоха исполнит главную роль Лило Пелекаи. Режиссёр Дин Флейшер Кэмп отметил: «Майя была пятилетней, когда прислала свою видеозапись, и мы посчитали её очень перспективной. Но когда она вошла в комнату на повторное прослушивание, всем стало ясно, что она — главный претендент. В отличие от многих других детей, которых мы видели, она сама тянула родителей на эти пробы, а не наоборот». В фильме Кеалоха сыграла Лило, гавайскую девочку, которая заводит дружбу с инопланетянином по имени Стич. Её партнёрами по съёмочной площадке стали Зак Галифианакис, Крис Сандерс и Сидни Агудонг.
Премьера фильма «Лило и Стич» состоялась в мае 2025 года, и игра Кеалохи получила разнообразные отзывы критиков. Empire высоко оценил её игру, назвав Кеалоху «великолепной» в роли Лило. Hollywood Reporter отметил искренность и яркую индивидуальность, которые она привнесла в персонажа. TheWrap подчеркнул, что Кеалоха успешно соответствует «хаотичной энергии» Стича, а RadioTimes назвал её «очаровательной начинающей актрисой». Однако Variety в своей рецензии выразил мнение, что выбор Кеалохи на роль Лило оказался неудачным. По их мнению, она воплотила Лило как слишком сдержанную и утончённую, в то время как персонаж должен был отражать более неистовый и дерзкий характер, сопоставимый с энергией Стича.
11 мая 2024 года Кеалоха дебютировала на красной дорожке на мероприятии «Gold Gala», посвящённом достижениям азиатов, коренных гавайцев и жителей островов Тихого океана. Она стала самым молодым участником и ведущей церемонии, вручив награду за социальный вклад. Её успех был отмечен в родном городе: мэр округа Гавайи Кимо Аламеда объявил 3 июня 2025 года Днём Майи Кеалоха, отметив её выдающиеся достижения как уроженки города Каилуа-Кона.
В 2025 году она присоединилась к актёрскому составу предстоящего фильма «The Wrecking Crew» вместе с Джейсоном Момоа, Мореной Баккарин и Дейвом Батистой. Также было объявлено, что сиквел «Лило и Стич 2» находится в разработке.

## Личная жизнь
Кеалоха проживает в Каилуа-Кона, Гавайи, вместе со своей семьёй.
В свободное время Кеалоха увлекается танцем хула, традиционными таитянскими танцами, пением, а также рукоделием и любит проводить время с близкими на пляже.
Кеалоха мечтает сняться с такими актёрами, как Дженна Ортега и Адам Сэндлер, а её любимый фильм с Адамом Сэндлером — «Счастливчик Гилмор». 

## Фильмография
| Год  |   | Русское название | Оригинальное название | Роль         |
| ---- | - | ---------------- | --------------------- | ------------ |
| 2025 | ф | Лило и Стич      | Lilo & Stitch         | Лило Пелекаи |
|      | ф | —                | The Wrecking Crew     |              |